# أساس سطحي

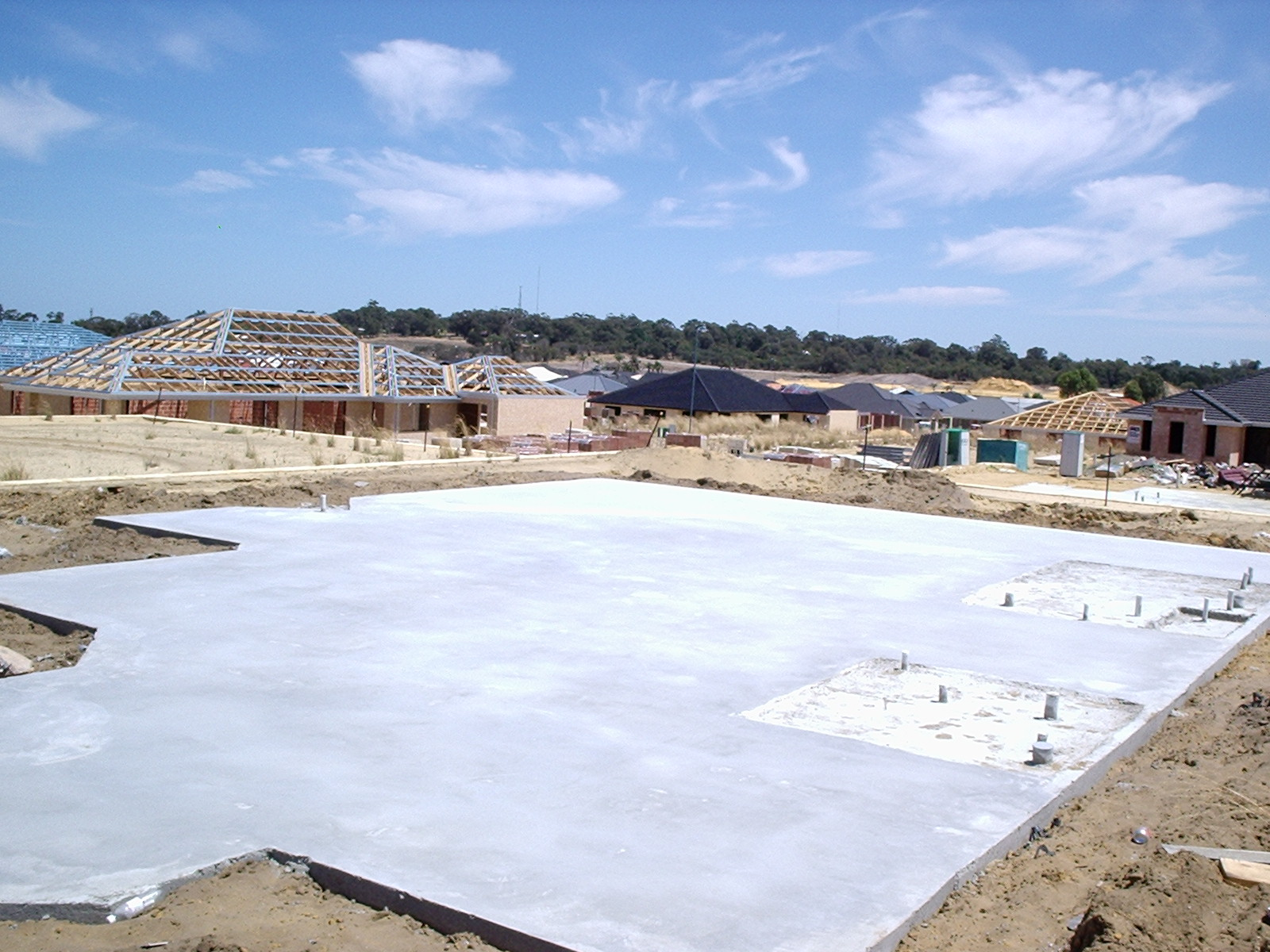
مثال على الأساسات السطحية في أستراليا.

الأساسات السطحية أو الأساسات الضحلة (بالإنجليزية: Shallow foundation) هو نوع رئيسي من أنواع الأساسات والذي ينقل أحمال المبنى إلى الأرض بشكل قريب جدا من السطح، وليس إلى طبقات عميقة من التربة كما تفعل الأساسات العميقة. ويشمل هذا النوع كل من: الأساسات الشريطية Strip foundation، وأساسات القواعد المنفصلة Pad foundation، وأساسات الأعمدة مسبقة التجهيز Post foundation، والحصيرة الخرسانية Raft foundation.

## الأساسات الشريطية (الأساسات المستمرة)
يكون للأساسات الشريطية، المُستخدمة بشكل كبير في الأبنية السكنية، قسم سفلي أوسع من جدران التأسيس الحاملة التي تدعمها. «يوزع» هذا الجزء الأوسع، وزن المبنى على مساحة أكبر من أجل استقرار أكبر.
يتحكم بتصميم وتخطيط الأساسات الشريطية عوامل عدة، في مقدمتها وزن (حمولة) المبنى الذي يجب تدعيمه وانتشار طبقات لينة قرب السطح وانتشار طبقات قرب السطح يُحتمل تغير حجمها بسبب الانتفاخ الصقيعي وعملية الانتفاخ-الانكماش.
هذه الأساسات شائعة الاستخدام في الأبنية السكنية التي تتضمن أقبية، وفي العديد من المباني التجارية. لكنها لا تكون فعالة من أجل الأبنية الشاهقة. يُدعى الأساس الشريطي بالأساس المتدرج حين تتغير ارتفاعاته في سلسلة من الدرجات العمودية من أجل تتبع معالم ميلان الموقع أو من أجل أن يتناسب مع التغيرات في طبقات التربة. 

## أساسات الحصيرة
توزع الحصيرة الأحمال الثقيلة للعمود والجدار على كامل منطقة الإنشاء، لخفض ضغط التماس بالمقارنة مع الأساسات الشريطية التقليدية. يمكن إنشاء الحصيرة قرب سطح الأرض، أو أسفل القبو. في الأبنية الشاهقة، يمكن أن تكون سماكة أساسات الحصيرة عدة أمتار، مع تكثيف التسليح لضمان توزيع الأحمال بشكل منتظم نسبيًا. 

## البلاطة الخرسانية الأرضية
البلاطات الأرضية أو البلاطات العائمة هي طريقة مستخدمة في هندسة البناء، تعمل فيها البلاطة الخرسانية كأساس للبناء ويجري تشكيلها من خلال تركيب قالب في الأرض. توضع الخرسانة ضمن القالب، ولا يُترك أي فراغ بين الأرض والبناء. كثيرًا ما يمكن رؤية هذا النوع من الأساسات في مناخات أكثر دافئًا، حيث لا يكون لتجمد الأرض والذوبان أهمية وحيث لا يوجد حاجة للتمديدات الحرارية تحت الأرض. ما يُدعى بالأساسات السطحية المحمية من الصقيع (أو إف بّي إس إف) التي تستخدم في مناطق يحتمل حدوث الانتفاخ الصقيعي في تربتها، هي شكل من أشكال البلاطات الخرسانية الأرضية.
إيجابيات تقنية البلاطة الأرضية هي أنها رخيصة ومتينة، وتعتبر أقل عرضة لاحتمال تفشي حشرة الأرضة لأنه لا يوجد مساحات جوفاء أو قنوات خشبية ممتدة من الأرض إلى البناء (على افتراض أن ألواح الجدران الخشبية المتداخلة، إلخ، لا تصل إلى الأرض في الجدران الخارجية).
السلبيات هي عدم امكانية الوصول إلى التمديدات الخدمية في الأسفل، وامكانية حدوث فقدان كبير للحرارة إذ أن درجات حرارة الأرض تنخفض بشكل كبير إلى أقل من درجات الحرارة الداخلية، ويُعرض الارتفاع المنخفض جدًا للمبنى إلى ضرر الطوفان حتى في حال الهطولات المطرية المعتدلة. يمكن أن تكون إعادة هيكلة أو توسيع هكذا بناء أكثر صعوبة. على المدى الطويل، يمكن أن يشكل هبوط التربة (أو الانخساف) مشكلة، باعتباره أساس من بلاطة خرسانية لا يمكن رفعه بسهولة من أجل عملية الإصلاح؛ يمكن أن يقلل دمك التربة الصحيح الذي يسبق عملية الصب من هذا الأمر. يمكن فصل البلاطة عن درجات حرارة الأرض من خلال العزل، بصب الخرسانة مباشرة على طبقة العزل (مثل: صفائح رغوة البوليسترين المقذوف)، أو يُمكن أن تُركب التمديدات الحرارية (مثل نظام التدفئة الهيدروليكي) في البلاطة.
تُستخدم الأساسات الأرضية بشكل شائع في المناطق ذات التربة الغضارية المتمددة. في الواقع، تعمل البلاطات الإنشائية المرتفعة بشكل أفضل على الترب الغضارية المتمددة، وتُعتبر مقبولة بشكل عام من قِبل المجتمع الهندسي إذ تقدم الأساسات الأرضية نسبة سعر إلى أداء أفضل في نظام المنازل المتطابقة كالضواحي. تُستخدم البلاطات الإنشائية المرتفعة عمومًا في المنازل ذات التصميم الخاص أو المنازل مع أقبية.
تتفاعل أنابيب النحاس، المستخدمة كثيرًا لنقل الغاز والماء، مع الخرسانة على المدى الطويل، تسوء حالة الأنبوب ببطء حتى ينكسر. يمكن أن يؤدي هذا إلى ما يعرف عمومًا بالتسرب من البلاطة. يحدث هذا حين تبدأ الأنابيب بالتسريب من داخل البلاطة. تتراوح إشارات تسرب البلاطة من بقع رطبة غير مبررة على السجادة، إلى انخفاض في ضغط المياه وتلوّن في جدران الأساسات الخارجية. يجب أن تكون أنابيب النحاس منفية (أي، معزولة) أو تمر عبر قناة أو مُمددة إلى المبنى فوق البلاطة. يجب أن تكون الناقلات الكهربائية ضمن البلاطة محكمة بقوة ضد الماء، إذ أنها تمتد تحت مستوى الأرض ويمكن أن تتكشّف الأسلاك على المياه الجوفية.  

## وصلات خارجية
- القواعد المنفصله

- أنواع الأساسات

- اللبشه Raft